# Münchweiler am Klingbach
Münchweiler am Klingbach (palat. Minchwoiler) – miejscowość i gmina w Niemczech, w kraju związkowym Nadrenia-Palatynat, w powiecie Südliche Weinstraße, wchodzi w skład gminy związkowej Annweiler am Trifels.